# Adagium

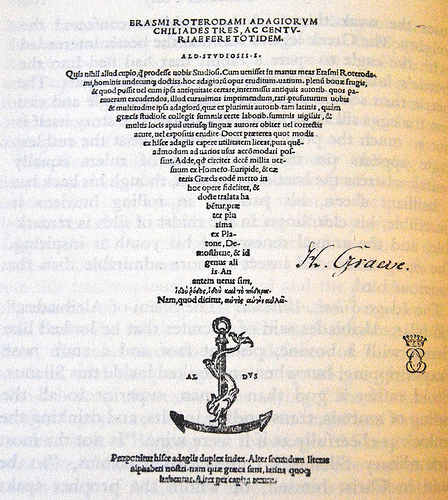
Erasmus, Adagia

Het adagium (meervoud "adagia" of "adagiums") is een wijsgerige spreuk, een filosofische of moraliserende uitspraak die kan worden aangehaald om een levensbeschouwing toe te lichten of om een gemaakte keuze te verklaren. Het is een regel die wordt gezien als een wijsheid die haar waarde heeft bewezen.
Een credo of motto is een vergelijkbare traditionele stelregel, maar is gewoonlijk minder lang. In een adagium liggen de woorden meestal ook minder vast dan in een aforisme, omdat de nadruk minder op de vorm ligt en meer op de uitdrukking van het bedoelde idee. Een adagium kan meerdere regels lang zijn en doorgaan voor een kernachtige parabel.
Een ander Latijns woord voor spreekwoord is proverbium. In tegenstelling tot spreekwoorden die min of meer toevallig in het dagelijks leven kunnen ontstaan, zijn adagia vaak terug te voeren op ideeën van klassieke auteurs of Bijbelse teksten. Een oorspronkelijk adagium is als regel een zorgvuldig uitgedacht idee, maar de betekenis van de term kan ook ruimer worden opgevat en algemene zegswijzen omvatten.

## Adagia
Verschillende auteurs hebben een verzameling adagia aangelegd. Onder de eerste humanisten was het bij uitstek een populair genre. De Collecteana Adagiorum uit 1500 van Erasmus zijn ongetwijfeld de bekendste, en ook de eerste die zo betiteld werden. De Adagia profana & sacra van de Italiaan Polydorus dateren uit 1498, maar heetten bij de eerste druk nog De Proverbiis. Het werk van Erasmus omvatte bij zijn dood meer dan vierduizend spreuken en was een van de meestgelezen boeken in de Renaissance. De Adagia van de Amerikaanse dichter Wallace Stevens uit 1951 nemen in zijn oeuvre geen vooraanstaande plaats in, maar worden door liefhebbers van zijn werk gebruikt om zijn drijfveren te onderzoeken.